# Les Bienveillantes (bande dessinée)
Pour les articles homonymes, voir Les Bienveillantes (homonymie).
 (janvier 2013).
Si vous disposez d'ouvrages ou d'articles de référence ou si vous connaissez des sites web de qualité traitant du thème abordé ici, merci de compléter l'article en donnant les références utiles à sa vérifiabilité et en les liant à la section « Notes et références ».
Les Bienveillantes (The Kindly Ones) est le neuvième album de la série de bande-dessinée anglo-américaine Sandman scénarisé par Neil Gaiman. 
La jaquette et la conception graphique sont de Dave McKean. L'album est préfacé par Frank McConnell. 
C'est l'album le plus long de la série avec environ 320 planches.

## Personnages

### Le Royaume du Rêve
- Dream alias Morphée
- Nuala la fée
- Cluracan, son frère au Royaume de Féerie
- Lucien le bibliothécaire
- Mervin la citrouille
- Abel et Caïn
- Matthew le corbeau
- Le Corinthien, le cauchemar
- Ève

### Autres
- Les trois Bienveillantes
- Les trois Moires : Clotho, Lachésis et Atropos.
- Hippolyta Hall alias Lyta Hall
- Daniel Hall, son fils et successeur de Dream
- Carla, une amie de Lyta
- Rose Walker, une amie de Lyta
- Zelda, une amie de Rose, mourante du sida.
- Thessaly, la sorcière
- Loki, le divin fripon
- Puck alias Robin Bonenfant
- Lucifer Morningstar
- Robert Gadling alias Hob
- Duma et Remiel les anges

## Synopsis

### Prologue: Le Château
Crayonné et encrage de Kevin Nowlan ; couleurs de Daniel Vozzo ; huit planches. première parution en VO : août 1993. Titre original : The Castle.
Le prologue nous place dans l'esprit d'un rêveur qui fait une visite au château du Royaume des Rêves, le domaine de Dream. Les rôles des différents occupants du château nous sont présentés, comme celui de Lucien, le bibliothécaire, responsable de tous les livres que des écrivains ont seulement rêvé mais n'ont jamais écrit ; celui de Nuala, la fée, présent de la reine Titania à Dream (voir l'épilogue de la Saison des brumes) que ce dernier a accepté à condition que Nuala ne soit plus sous le charme de beauté qu'elle gardait en Féerie. Mervin Tête-de-Citrouille et le corbeau Matthew sont aussi présentés, tout comme Abel et Caïn et les incessants assassinats de l'un par l'autre.

### Chapitre 1
Crayonné et encrage de Marc Hempel ; couleurs de Daniel Vozzo ; 24 planches. première parution en VO : février 1994.
Le terme de Bienveillantes se réfère aux Euménides de la mythologie grecque, qui jouent aussi ici le rôle des 3 Moires. Elles sont toutes les trois en train de prendre le thé dans un cottage anglais en bavardant de la situation. La jeune Clotho file le fil de la vie, la maternelle Lachésis le mesure, et la vieille Atropos coupe le fil.
Parallèlement, Lyta Hall vit avec son petit garçon Daniel et reste une mère très protectrice et paranoïaque depuis que Dream lui a dit qu'il lui appartenait et qu'il viendrait le prendre un jour. Elle confie à son amie Carla que si quelqu'un faisait du mal à son fils, elle le tuerait. Un jour, après que Carla l'ait convaincue de quitter le foyer et son fils pour quelques heures pour trouver un emploi, Lyta a un mauvais pressentiment et revient hystérique chez elle, pour constater que son fils a été enlevé, quoiqu'il n'y ait pas eu d'effraction.

### Chapitre 2
Crayonné de Marc Hempel ; encrage de D'Israeli ; couleurs de Daniel Vozzo. première parution en VO : mars 1994.

### Chapitre 3
Crayonné de Marc Hempel ; encrage de D'Israeli ; couleurs de Daniel Vozzo. première parution en VO : avril 1994.

### Chapitre 4
Crayonné de Marc Hempel ; encrage de D'Israeli ; couleurs de Daniel Vozzo. première parution en VO : juin 1994.

### Chapitre 5
Crayonné de Marc Hempel ; encrage de Marc Hempel et de D'Israeli ; couleurs de Daniel Vozzo. première parution en VO : juillet 1994.

### Chapitre 6
Crayonné de Glyn Dillon, Charles Vess et Dean Ormston ; encrage de Glyn Dillon, Charles Vess et de D'Israeli ; couleurs de Daniel Vozzo.  première parution en VO : août 1994.

### Chapitre 7
Crayonné et encrage de Marc Hempel ; couleurs de Daniel Vozzo. première parution en VO : septembre 1994.

### Chapitre 8
Crayonné et encrage de Teddy Kristiansen ; couleurs de Daniel Vozzo. première parution en VO : novembre 1994.

### Chapitre 9
Crayonné de Marc Hempel ; encrage de Richard Case ; couleurs de Daniel Vozzo. première parution en VO : décembre 1994.

### Chapitre 10
Crayonné de Marc Hempel ; encrage de Richard Case ; couleurs de Daniel Vozzo. première parution en VO : janvier 1995.

### Chapitre 11
Crayonné de Marc Hempel ; encrage de Richard Case ; couleurs de Daniel Vozzo. première parution en VO : février 1995.

### Chapitre 12
Crayonné de Marc Hempel ; encrage de Richard Case et de Marc Hempel ; couleurs de Daniel Vozzo. première parution en VO : mai 1995.

### Chapitre 13
Crayonné et encrage de Marc Hempel ; couleurs de Daniel Vozzo. première parution en VO : juillet 1995.